# Rétention placentaire
La rétention placentaire est une complication de la délivrance, troisième phase de l'accouchement, où tout ou partie du placenta reste en place (dans l'utérus) au bout d'un certain délai. Elle peut se compliquer d'une hémorragie de la délivrance si elle n'est pas prise en charge correctement.

## Chez les humains

### Définition
Le délai commun pour une délivrance complète est d'une heure si l'accouchement est fait naturellement, et d'une demi-heure si l'accouchement est provoqué. Ce délai, qui conditionne celui de l'intervention, est variable d'un pays à l'autre, l'Espagne, par exemple, recommandant une prise en charge dès la trentième minute.

### Épidémiologie
Elle concerne entre 0.1 et 3 % des accouchements et semble plus fréquente dans les pays développés.

### Physiopathologie
L'utérus ne peut se rétracter s’il n'est pas totalement vide. C'est le cas lorsque la délivrance naturelle ne s'est pas faite, ou lorsque la délivrance est incomplète (présence de fragments de placenta ou de membranes dans l'utérus malgré la délivrance).

### Diagnostic
La rétention est diagnostiquée par l'examen systématique du délivre par la sage-femme ou l'obstétricien à la recherche d'un cotylédon manquant ou de membranes non intègres.

### Traitement
L'injection d'ocytocine dans le cordon ombilical (côté placenta) était parfois préconisé mais ne permet pas de diminuer le nombre de recours à une révision utérine, ni le risque d'une complication hémorragique. En cas d'échec des autres méthodes pharmacologiques disponibles, il est nécessaire de pratiquer une révision utérine. Celle-ci s'effectue sous anesthésie : la main est introduite dans l'utérus et l'explore intégralement, sous asepsie stricte et parfois anesthésie générale s'il n'existe pas d'analgésie avant la naissance.
Si la délivrance ne s'est pas effectuée, on procède à une délivrance artificielle de la même façon que la révision utérine dans le but de décoller manuellement le placenta et de l'extraire de l'utérus.
Une forme rare est le placenta accreta où le placenta est profondément accolé à la paroi utérine, rendant vaine toute tentative de révision utérine et pouvant nécessiter une embolisation des artères utérines, voire, une hystérectomie.

## Chez les ruminants

### Définition
Lors d’une mise bas normale, le petit est expulsé, puis après un certain temps (5 à 8 heures environ), le placenta et les membranes fœtales sont expulsés. La rétention placentaire, aussi appelée non délivrance, représente une complication de la délivrance, c'est-à-dire que le placenta ainsi que les membranes fœtales ne sont pas expulsés de l'utérus dans les 12h après la mise bas. La rétention placentaire touche les vaches, les juments, les chèvres, les brebis, les chiennes, les chattes, donc tous les mammifères. La rétention placentaire est sous estimée, elle n'est pas elle-même très grave mais elle peut causer par la suite d'autres complications comme des métrites, et autre infection utérine. Le délai d'expulsion du placenta se fait généralement dans les 12 à 24 h après le vêlage.

### Causes
Certains facteurs sont plus souvent rendus responsables de rétention placentaire que d'autres. Cependant on peut être unanime pour dire que l'allongement ou la réduction naturelle induite de la longueur de la gestation (avortement et accouchement prématuré), la naissance simultanée de 2 ou plusieurs veaux ou l'expulsion d'un veau mort entraînent plus fréquemment une rétention placentaire. L’effet de la saison a été rapporté. La rétention placentaire est plus fréquente en été. Deux raisons expliquent cette observation. La durée de gestation est plus courte en été. Ce raccourcissement de 2 à 3 jours augmente le risque de rétention placentaire puisqu'en effet le mécanisme de l'expulsion placentaire débute au plus tard 5 à 2 jours avant le vêlage. D'autres facteurs sont moins souvent pris en considération : le poids et le sexe mâle du veau, l'âge de la mère, et la race, ainsi que la prédisposition héréditaire, l'atonie utérine, les facteurs de stress, le niveau de production laitière, les carences en calcium ou en vitamines E ou A, la distension exagérée de l'utérus.

### Symptômes
Très souvent le placenta est en partie sorti et pend à la vulve. Lorsque le placenta n'est pas retrouvé, ce qui est fréquent en stabulation libre et en pâture, il est indispensable de pratiquer une exploration utérine pour s'assurer que la délivrance a bien eu lieu. Il n'y a aucun symptôme général. Si une hyperthermie apparaît chez une vache atteinte de rétention placentaire, il faudra rechercher une autre affection (en particulier une métrite). La non-délivrance multiplie par 5 le risque de métrite. Elle est donc un facteur de risque majeur d'infertilité et d'infécondité.

### Prévention et traitements
Lorsque le taux de rétention placentaire est supérieur à 10 % des vêlages, des mesures de prévention alimentaires et obstétricales peuvent être mise en place :
- Obtenir un état corporel au vêlage de 3,5
- Fournir une ration de tarissement équilibré (ce qui est souvent très négligé en élevage)
- Permettre le vêlage dans de bonnes conditions d'hygiène
- Limiter les interventions obstétricales et, si elles sont nécessaires, les réaliser avec douceur et dans de bonnes conditions d'hygiène, de même pour la délivrance manuelle.
La délivrance manuelle n'est utile que si elle est facile. Si on laisse le placenta en place, celui-ci se putréfie et est expulsé environ 12 à 15 jours après le vêlage. Dans tous les cas, une antibiothérapie locale (sous forme d'oblets) devra être mise en place, et ce, dans de bonnes conditions d'hygiène. Les vaches atteintes de rétention placentaire seront à suivre particulièrement dans les 4 semaines qui suivent le vêlage, compte tenu du risque de complication.